# Łany Wielkie (Zawiercie)
Pour les articles homonymes, voir Łany Wielkie.
Łany Wielkie est une localité polonaise de la gmina de Żarnowiec, située dans le powiat de Zawiercie en voïvodie de Silésie.